# Trinidad a Tobago na Letních olympijských hrách 1964
Trinidad a Tobago na Letních olympijských hrách 1964 v japonském Tokiu reprezentovalo 13 sportovců (13 mužů) ve 4 sportech.

## Medailisté
| Medaile | Jméno                                                    | Sport    | Disciplína             |
| ------- | -------------------------------------------------------- | -------- | ---------------------- |
| Stříbro | Wendell Mottley                                          | Atletika | Muži běh na 400 m      |
| Bronz   | Edwin Roberts                                            | Atletika | Muži běh na 200 m      |
| Bronz   | Wendell Mottley Edwin Roberts Kent Bernard Edwin Skinner | Atletika | Muži štafeta 4 × 400 m |